# Benny Ceulemans
Benny Ceulemans (20 februari 1961) is een Belgisch golfbiljarter.

## Levensloop
Hij wordt algemeen beschouwd als de meest succesvolle golfbiljarter ooit. Zijn bijnaam is de "Kannibaal", gezien zijn dominantie.
Ceulemans werd Belgisch kampioen golfbiljart in 1997 (Liedekerke), 2003 (Wetteren), 2004 (Lubbeek), 2011 (Lubbeek), 2014 (Wetteren), 2015 (Izegem), 2018 (Erpe-Mere), 2019 (Berlare), 2022 (Ninove), 2023 (Ninove) en 2024 (Ninove). Hij was verliezend finalist in 2001, 2006, 2008 en 2012. Hij is recordhouder in aantal nationale individuele titels, met 11. Hij werd eveneens zeven maal Belgisch kampioen in de categorie duo's hoog, eveneens een record.
De Trofee der Kampioenen won hij liefst 11 keer (1996, 1997, 2001, 2004, 2007, 2009, 2010, 2012, 2014, 2018 en 2019). Geen enkele andere golfbiljarter won de Trofee der Kampioenen meer dan 3 keer.
In 1997, 2004, 2014, 2018, 2019 en 2024 won hij de dubbel (Belgisch kampioenschap en Trofee der Kampioenen in hetzelfde jaar). Hij is de enige speler die erin slaagde deze dubbel meer dan eenmaal te behalen.

## Trivia
Benny Ceulemans is familie van biljartlegende en meervoudig wereld-, Europees en Belgisch kampioen Raymond Ceulemans. De grootvader van Benny en van Raymond waren broers.